# Platja de les Escaletes
La platja de les Escaletes és una platja urbana de la costa del Maresme, situada al municipi de Sant Pol de Mar (Maresme), sota el mur del passeig de l'Avinguda del Doctor Furest, entre la platja de les Barques i la Platjola. Té una longitud de 220 m, és força estreta i més ampla al costat de llevant, de sorra gruixuda. S'hi accedeix a peu des d'unes escales situades a l'avinguda del Doctor Furest. Per la seva situació a la façana marítima de Sant Pol, és una platja molt oberta que resulta poc adequada quan hi ha fort onatge. Des del 2022 hi està prohibit fumar.